# Џејмстаун (Оклахома)
Џејмстаун (енгл. Jamestown) град је у америчкој савезној држави Оклахома.

## Демографија
По попису из 2000. године број становника је 10.
| Група             | 2000.     | 2010.    |
| Белци             | 6 (60,0%) | 0 (0,0%) |
| Афроамериканци    | 0 (0,0%)  | 0 (0,0%) |
| Азијати           | 0 (0,0%)  | 0 (0,0%) |
| Хиспаноамериканци | 0 (0,0%)  | 0 (0,0%) |
| Укупно            | 10        | 0        |